# Van Uchelen
Van Uchelen (vanaf 1857 deels ook: Croiset van Uchelen) is een Nederlandse familie die haar naam ontleent aan het dorp Ugchelen.

## Geschiedenis
De stamreeks begint met Heinrick van Ughelen die gegoed was in het dorp Ughelen en voor 1443 overleed. Vanaf zijn achterkleinzoon Henrick (overleden tussen 1559 en 1561) waren leden van de familie holtrichters (voorzitters van een marke).
Hendrikus Wilhelmus Johannes Agathus van Uchelen (1790-1840), majoor en ridder Militaire Willems-Orde trouwde in 1818 met Cornelia Esther Croiset (1787-1836). Hun zoon, luitenant Hendrik Willem Balthasar Croiset van Uchelen (1823-1883) verkreeg bij koninklijk besluit van 1857 naamswijziging tot Croiset van Uchelen en werd zo de stamvader van de zo genaamde tak.
De familie werd in 1935-1936 opgenomen in het genealogische naslagwerk het Nederland's Patriciaat. Heropname volgde in 2002.

## Enkele telgen
- Hendrikus Wilhelmus Johannes Agathus van Uchelen (1790-1840), majoor en ridder Militaire Willems-Orde
- Ton Croiset van Uchelen (1936), bibliothecaris
- Arnold Croiset van Uchelen (1961), advocaat-partner bij Allen & Overy, rechtsgeleerd raadsman van Koning Willem-Alexander, daarvoor van Koningin Beatrix

Geslachten die opgenomen zijn in het sinds 1910 verschijnende genealogische naslagwerk Nederland's Patriciaat. Lijst volgens opgave van het CBG Centrum voor familiegeschiedenis.
A · B · C · D · E · F · G · H · I · J · K · L · M · N · O · P · Q · R · S · T · U · V · W · Y · Z